# 아이타나 산체스히혼
아이타나 산체스히혼(Aitana Sánchez-Gijón, 1968년 11월 5일 ~ )는 스페인의 배우이다.

## 출연 작품
- 패러렐 마더스 (2021)
- 쿠에리도 포토그라마스 (2018)
- 티 마이 (2018)
- 디스코 인페르노 (2015)
- 글리 스피오라티 (2011)
- 마크툽 (2011)
- 프로스트 (2009)
- 톡 투 미 어바웃 러브 (2008)
- 노티컬 챠트 (2007)
- 백우즈 (2006)
- 고래와 창녀 (2004)
- 머시니스트 (2004)
- 아임 낫 스케어드 (2003)
- 해피 맨 (2001)
- 흔적없는 비행 (2000)
- 젤러시 (1999)
- 네이키드 마야 (1999)
- 룰레타 (1999)
- 사랑의 트라이앵글 (1997)
- 사랑은 건강을 심하게 해친다 (1996)
- 보카 보카 (1995)
- 구름 속의 산책 (1995)
- 하바네라 (1992)
- 완벽한 정부 (1992)
- 라만차의 돈키호테 (1991)
- 처녀 길들이기 (1989)
- 로윙 윈드 (1988)
- 카사노바 (1987)